# آساهی، چیبا
آساهی، چیبا از شهرهای Chiba Prefecture Japan است که جمعیت آن در January 1 ۲۰۰۸۶۹٬۹۷۱ نفر بوده‌است.